# Chu kỳ tài sản
Một chu kỳ tài sản là một chuỗi các sự kiện tái diễn được phản ánh trong các yếu tố nhân khẩu học, kinh tế và cảm xúc ảnh hưởng đến cung và cầu đối với tài sản sau đó ảnh hưởng đến thị trường tài sản.
Người tiên phong được ghi nhận đầu tiên về nghiên cứu chu kỳ tài sản là Homer Hoyt (1895-1984) trong 100 năm giá trị bất động sản ở Chicago (1933, được phát hành lại bởi Beard Books, 2000, ISBN 1-58798-016-9). Người ta nhận ra rằng tài sản (cùng với các hình thức đầu tư khác) tuân theo một chu kỳ có thể dự đoán được. Chu kỳ tài sản có ba giai đoạn định kỳ được công nhận là bùng nổ, suy thoái và phục hồi. Chu trình tuân theo một mô hình nhất quán có thể được đánh giá chính xác bằng cách theo xu hướng của một nhóm các Trình điều khiển chính (như được nêu dưới đây).

## Các giai đoạn chu kỳ tài sản
Các chu kỳ tài sản theo một mô hình có thể dự đoán. Mẫu này cho thấy ba giai đoạn riêng biệt là Bùng nổ, kế tiếp là Suy thoái và sau đó là Phục hồi trước lần Bùng nổ tiếp theo bắt đầu, v.v... Chu kỳ tài sản (không bị cản trở) sẽ luôn tuân theo mẫu này vì vậy Bùng nổ không thể đi trước một Bùng nổ khác mà không gặp phải Suy thoái, sau đó là Phục hồi trước khi Bùng nổ tiếp theo có thể đến. Chu kỳ tài sản phải có một "thị trường tự do" nơi người dân có thể đạt được quyền sở hữu tài sản mà không có sự hạn chế đáng kể nào của chính phủ đối với quyền sở hữu hoặc bất kỳ hình thức độc quyền nào.
Sau đây là tổng quan về một số yếu tố hiển nhiên trong từng giai đoạn của chu kỳ tài sản.

### Bùng nổ
Khi giai đoạn Bùng nổ bắt đầu, hầu hết mọi người không tin rằng Bùng nổ sẽ tồn tại và nghĩ rằng đó chỉ là một sự bất thường ngắn hạn vì họ không có bối cảnh hiểu về chu kỳ tài sản.
Những gì được quan sát trong giai đoạn Bùng nổ bao gồm:
- Giá thuê tăng lên đến mức gây áp lực tài chính đáng kể cho người thuê nhà
- Thời gian để một tài sản được bán sau khi được đăng bán giảm đáng kể
- Giá bất động sản tăng
- Sản lượng giảm khi giá tăng tương ứng nhiều hơn giá thuê tăng
- Có ít việc bán tài sản thế chấp/cưỡng chế
- Tài chính tài sản dễ dàng có được và có một số sản phẩm cho vay mới làm cho việc vay dễ dàng hơn
- Mọi người vay mượn so với giá trị nhà gia tăng của họ và chi số tiền này cho các mặt hàng tiêu dùng (TV, thuyền, ngày lễ, xe hơi, v.v.)
- Có nhiều hội thảo tài sản cạnh tranh tiền của nhà đầu tư
- Tài sản là một chủ đề nóng trên các phương tiện truyền thông. Ban đầu có nhiều suy đoán về việc tăng trưởng giá sẽ tiếp tục như thế nào, nhưng sau đó trong Bùng nổ, các phương tiện truyền thông chú ý đến khả năng chi trả của tài sản giảm
- Có rất nhiều cuộc thảo luận về việc Bùng nổ này sẽ không bao giờ kết thúc như thế nào. "Lần này thì khác" và kỳ vọng rằng sẽ không có giai đoạn Suy thoái tiếp theo

### Suy thoái
Giai đoạn Suy thoái thường bắt đầu một khoảng thời gian dài (thường là nhiều năm) trước khi hầu hết mọi người nhận ra thị trường tài sản đang ở giai đoạn Suy thoái vì có sự chậm trễ giữa các xu hướng thay đổi của "lực dẫn lái then chốt" và các tác động được chứng minh trong thị trường tài sản. Sự Suy thoái thường là giai đoạn dài nhất trong chu kỳ tài sản. Bùng nổ trước càng dài và càng lớn thì Suy thoái tiếp theo càng dài và nặng nề hơn. Ngược lại với các quan điểm phổ biến, giá trị tài sản không nhất thiết phải giảm trong thời gian Suy thoái, các giá trị có thể đơn giản bị đình trệ trong một khoảng thời gian dài.
Những gì được quan sát trong giai đoạn Suy thoái bao gồm:
- Vị trí tuyển dụng gia tăng
- Dòng tiền giảm cho nhà đầu tư
- Tăng trưởng giá bất động sản đình trệ và/hoặc giá trị tài sản giảm
- Khoảng thời gian bán tài sản tăng lên rõ rệt
- Tăng số lượng thế chấp/bán hàng cưỡng chế
- Tài chính tài sản khó kiếm hơn
- Có rất nhiều "cam chịu và u ám" do giá trị tài sản quá cao trên các phương tiện truyền thông
- Nhiều nhà đầu tư tài sản có dòng tiền thấp hơn và bán các danh mục tài sản của họ ở một mức độ nào đó hoặc bán sạch.

### Phục hồi
Giai đoạn phục hồi luôn ngắn hơn nhiều so với giai đoạn Suy thoái hoặc Bùng nổ.
Những gì được quan sát trong giai đoạn Phục hồi bao gồm:
- Giá thuê và dòng tiền tăng
- Thời gian bán tài sản giảm
- Giá tài sản bắt đầu tăng
- Nhiều sự nhầm lẫn trong các phương tiện truyền thông trị vì liệu tăng trưởng giá trị tài sản gần đây có bền vững không
- Nhiều người mua tài sản tiềm năng trì hoãn mua vì họ thấy giá trị giảm hoặc thị trường chậm trong quá trình Suy thoái trước đó.